# خوسيه غارسيا أنطونيو
خوسيه غارسيا أنطونيو (بالإسبانية: José García Antonio)‏ هو خزاف ورسام مكسيكي، ولد في 10 أغسطس 1947.